# Diecéze litoměřická
Litoměřická diecéze je římskokatolická diecéze, která byla založena bulou Primitiva illa Ecclesia papeže Alexandra VII. 3. července 1655. Od té doby biskup sídlí v Litoměřicích. Před jejím založením spravovala toto území litoměřická kapitula. Zaujímá plochu 9 380 km² a nachází se v ní 1135 samostatně stojících kostelů a kaplí. V prosinci 2023 byl 21. diecézním biskupem jmenován Stanislav Přibyl, jehož intronizace se uskutečnila v litoměřické katedrále 2. března 2024.

## Poloha
Rozkládá se na území severních Čech u hranice s Německem při jihovýchodní hranici spolkové země Sasko a Polskem při jihozápadní hranici s Dolnoslezským vojvodstvím. Z hlediska státní správy České republiky a jejího krajského dělení spadá celkem do pěti krajů. Největší část území litoměřické diecéze tvoří Ústecký a Liberecký kraj. Do Středočeského kraje zasahuje částečně, do Karlovarského a Královéhradeckého pouze okrajově. Z hlediska církevní správy patří do České církevní provincie a je sufragánní diecézí k pražské arcidiecézi se kterou hraničí ve své jižní části. Na západě hraničí s plzeňskou diecézí a na východě s královéhradeckou diecézí. Přes státní hranici na německé straně sousedí s diecézí drážďansko-míšeňskou a na polské straně s diecézí lehnickou.

## Základní údaje

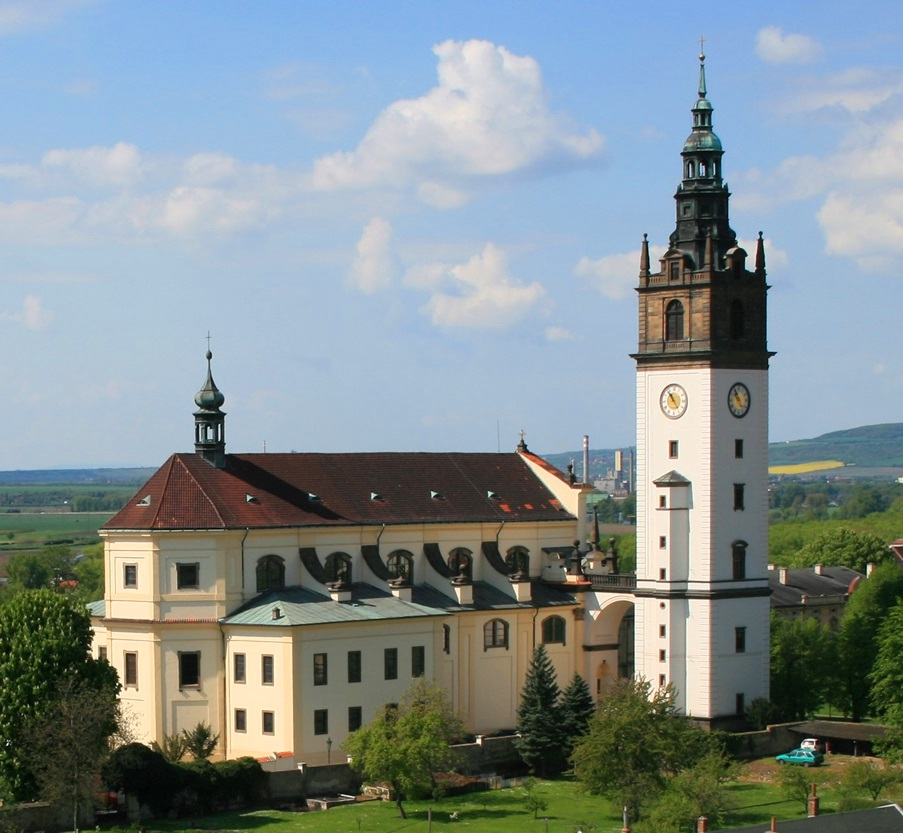
Katedrála sv. Štěpána v Litoměřicích

Hlavním kostelem a centrem diecéze je katedrála sv. Štěpána v Litoměřicích, která stojí na místě kapitulního kostela, původně z 11. století. S katedrálou je spojena biskupská rezidence, kde bydlí biskup. Kolem katedrály stojí budovy katedrální kapituly, biskupská konzistoř a další správní budovy. Biskupství litoměřické tvoří uzavřený areál nazývaný Dómský pahorek.

### Svatí patroni diecéze a významné kostely

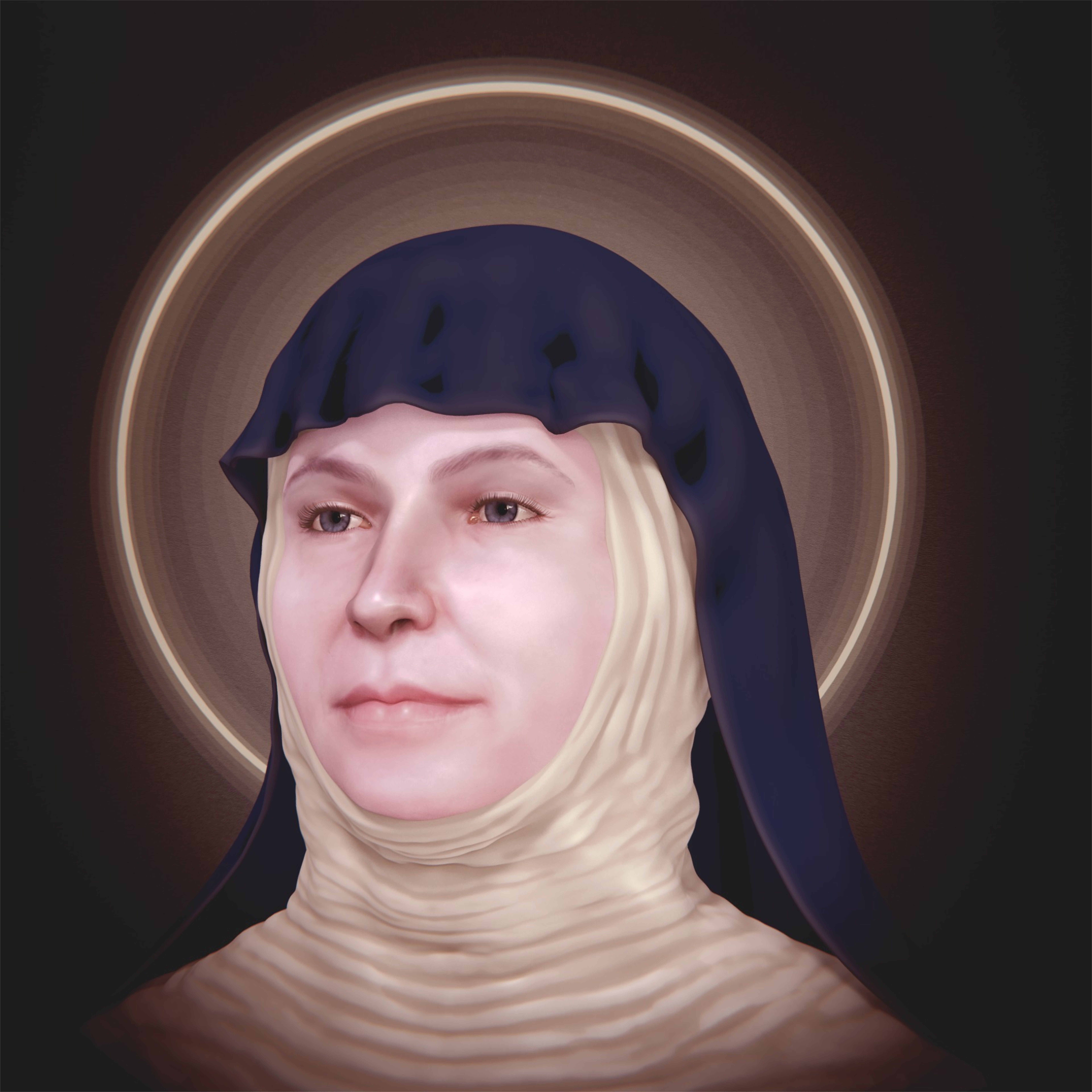
Forenzní rekonstrukce podoby tváře sv. Zdislavy z Lemberka podle kosterních pozůstatků lebky

Hlavní patronka diecéze je od roku 2000 sv. Zdislava z Lemberka (svátek 30. května). Spolupatroni diecéze jsou prvomučedník sv. Štěpán (26. prosince), sv. Felix ze Sutri (23. června) a sv. Viktorin (5. září).
Význačnými kostely v diecézi jsou baziliky minor.
Na základě žádosti litoměřické diecéze na baziliky minor byly papežem Piem XI. v roce 1925 povýšeny 3 diecézní chrámy. Jedná se o baziliky P. Marie Bolestné v Bohosudově, P. Marie Pomocnice křesťanů ve Filipově a Všech svatých v České Lípě. Po svatořečení Zdislavy z Lemberka Janem Pavlem II. v roce 2000 přibyla na seznam ještě bazilika sv. Vavřince a sv. Zdislavy v Jablonném v Podještědí.

#### Kostely v litoměřické diecézi
Hlavní články: Seznam kostelů a kaplí v litoměřické diecézi a Seznam poutních míst litoměřické diecéze
Celkový počet kostelů dosahuje téměř počtu šesti stovek. V diecézi existuje velká řada historických mariánských poutních míst a také dalších poutních míst, které jsou spojeny se zázraky a zvláštními milostmi.

## Historie diecéze
Hlavní článek: Historie litoměřické diecéze
Viz též: Katedrální kapitula u sv. Štěpána v Litoměřicích a Seznam proboštů litoměřické kapituly
Nejstarší období historie litoměřické diecéze lze datovat už k přijetí křesťanství za Karla Velikého a Ludvíka II. Němce, kdy území litoměřické diecéze bylo součástí rozsáhlé řezenské diecéze. Před koncem 10. století bylo křesťanství natolik rozšířené, že císař Ota I. založil v roce 973 první českou diecézi (pražskou), která zahrnovala celé Čechy. První kostel v Litoměřicích, zasvěcený svatému Václavovi, byl postaven v roce 925, zatímco v roce 1057 kníže Spytihněv II. nechal vystavět kostel svatého Štěpána a založil kolegiátní kapitulu. Postupem času vznikly četné kláštery; v roce 1384 mělo město s předměstími třináct kostelů a kaplí a kromě četných řeholníků zde působilo dvacet světských kněží, kteří se zabývali duchovní správou. Rozkvět církevní organizace ukončily husitské války. V roce 1421 se Jan Žižka s husitským vojskem objevil u Litoměřic, které byly ušetřeny jen pod podmínkou přijetí husitského náboženství. Jediný kolegiátní kostel, zbavený svého majetku, se pevně držel starého řádu přijímání pod jednou střechou. Husitství bylo předchůdcem protestantismu, který našel již připravenou půdu kvůli dlouhým náboženským válkám, úpadku vzdělanosti církevních hodnostářů, nedostatku kněží a neukázněnosti šlechty, která zbohatla a stala se mocnou díky bohatství a majetku církve. Zpočátku šlechta přijala Lutherovo učení a v mnoha městech brzy došlo k přechodu od utrakvismu k luteránství. Prostřednictvím litoměřického kněze Havla Cahery, Lutherova žáka, se podařilo získat pro protestantismus také město Litoměřice. Třicetiletá válka přinesla reakci. Vítězným tažením císaře v Čechách byla revoluční šlechta svržena, města ztratila svá privilegia a obyvatelé emigrovali nebo se opět stali katolíky. Pro lepší správu rozsáhlé pražské arcidiecéze rozdělil tehdejší biskup hrabě Arnošt Vojtěch z Harrachu, Valdštejnův synovec, její území a dal podnět k vytvoření diecéze královéhradecké a litoměřické jako její sufragány. Litoměřická diecéze byla založena papežem Alexandrem VII. 3. července 1655. Původně zabírala prakticky jen Litoměřický kraj, roku 1784 k ní byly připojeny i kraje Boleslavský a Žatecký.
Viz též: Seznam litoměřických biskupů a Seznam generálních vikářů litoměřické diecéze

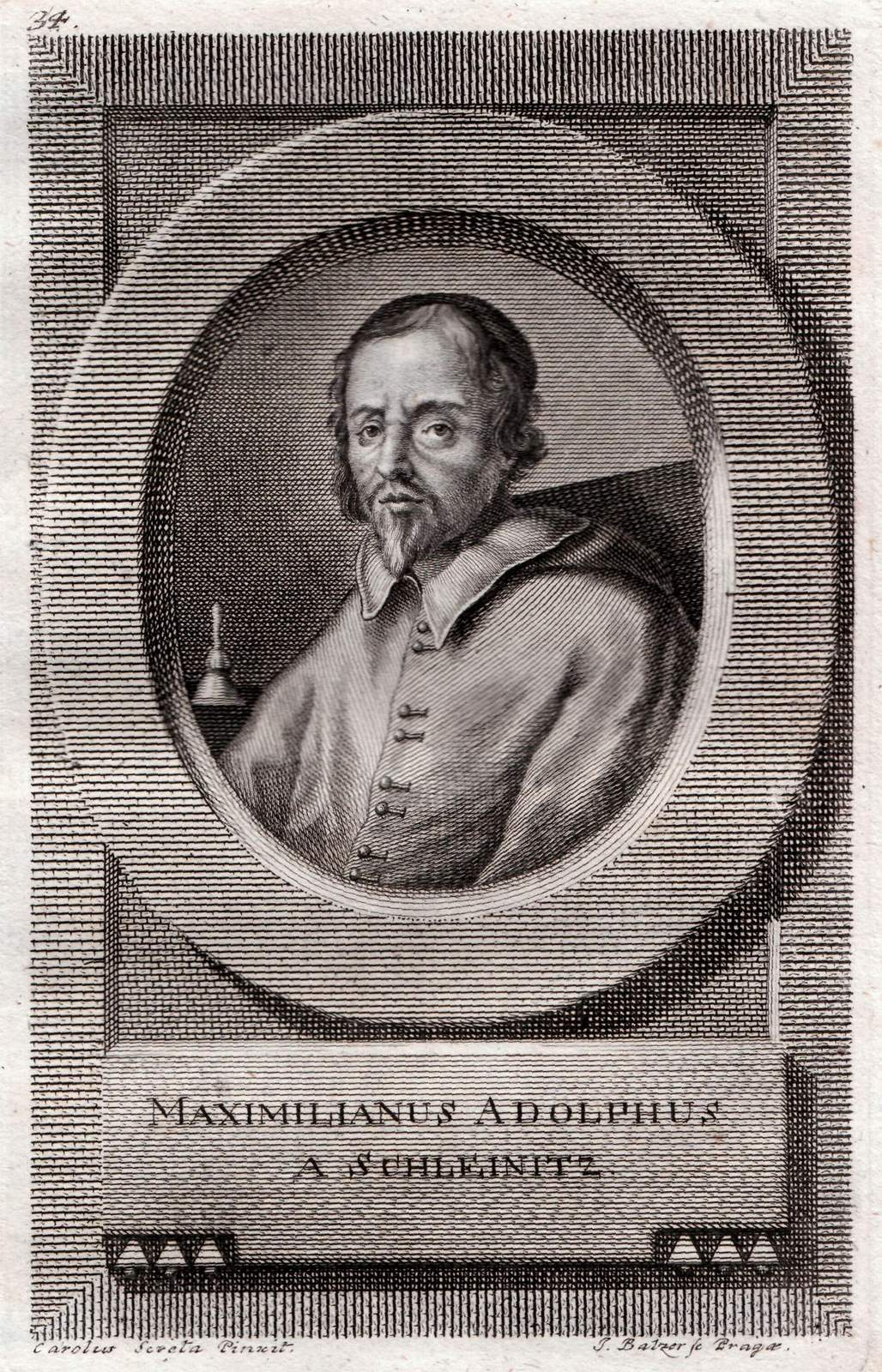
První litoměřický biskup Maxmilián Rudolf Schleinitz (Rytina od Jana Jiřího Balzera)

Prvním biskupem v Litoměřicích byl roce 1655 jmenován tehdejší probošt litoměřické kolegiátní kapituly Maxmilián Rudolf Schleinitz (1655–1675). Postavil katedrálu, která nahradila malý kolegiátní kostel, zorganizoval diecézi a vynaložil celé své jmění na zvelebení svého sídla. Jeho nástupce, Jaroslav Ignác Šternberk (1676–1709), dokončil katedrálu a postavil biskupskou kurii (1694–1701). Čtvrtý biskup, Jan Adam Vratislav z Mitrovic (1721–1733), spravoval také pražskou arcidiecézi. Za sedmileté války, v době správy Mořice Adolfa Sasko-Zeitzkého (1733–1759), který vybudoval seminář, měla diecéze mnoho starostí s pruským vpádem. Jeho nástupce, Emanuel Arnošt z Valdštejna (1760–1789), se jen obtížně bránil snahám vlády šířit v diecézi osvícenské myšlenky. Kláštery jezuitů, augustiniánů, servitů atd. byly zkonfiskovány, mnoho kostelů jako nepotřebných bylo uzavřeno a všechna bratrstva rozpuštěna. V roce 1784 bylo území diecéze rozšířeno o dva okresy. Další biskup Ferdinand Kindermann ze Schulsteinu (1790–1801), si před svým jmenováním na biskupský stolec získal zaslouženou slávu jako reformátor a organizátor celého vzdělávacího systému v Čechách. Jako biskup pokračoval v řízení školství ve své diecézi. Vybudoval katedrální farní školu a postavil ústav pro vzdělávání dívek v Litoměřicích. Osmý biskup Václav Leopold Chlumčanský z Přestavlk a Chlumčan (1802–1815), pro svou charitativní činnost známý jako „otec chudých“, vybudoval v roce 1805 církevní seminář. Jeho nástupce biskup Josef František Hurdálek (1815–1823) byl donucen rezignovat. Desátý litoměřický biskup Vincenc Eduard Milde (1823–1832) se stal vídeňským arcibiskupem. Biskup Augustin Bartoloměj Hille (1832–1865) otevřel v roce 1851 chlapeckou školu. Po něm nastoupili Augustin Pavel Wahala (1866–1877), v jehož době se ve Varnsdorfu objevila skupina starokatolíků, Antonín Ludvík Frind (1879–1881), známý jako učený autor „Církevních dějin Čech“, a Emanuel Jan Křtitel Schöbel (1882–1909), jemuž diecéze vděčí za mnoho kostelů a zavedení lidových misií, a Josef Gross (1910–1931). Jeho nástupce Alois Weber (1931–1947) prožil ve funkci období II. světové války. Vypomáhal mu ve službě světící biskup Antonín Čech (1923–1929). Po skončení II. světové války Webera ve službě vystřídal Štěpán Trochta (1947–1974), jehož téměř celý episkopát se odehrával v období komunistické totality. Na sklonku totalitního období se stal litoměřickým biskupem Josef Koukl (1989–2003), který převedl diecézi do nového křesťanského milenia. Na něho navázal Pavel Posád (2003–2008), který ze zdravotních důvodů odstoupil a na jeho místo přišel v roce 2008 Jan Baxant jako 20. litoměřický biskup, jehož generálními vikáři byli postupně Stanislav Přibyl a Martin Davídek. V roce 2024 se právě Stanislav Přibyl stal 21. litoměřickým biskupem, čímž navázal na pastýřskou službu biskupa Jana.

## Organizační členění diecéze

### Biskupství litoměřické
Litoměřickému biskupovi pomáhá řídit diecézi a nést pastorační i administrativní zodpovědnost litoměřické biskupství. Jedná se o instituci, která biskupovi poskytuje podporu pro jednotlivá společenství věřících v diecézi. K tomuto účelu je zřízen biskupský úřad, nazývaný diecézní kurie. Náplň činnosti jednotlivých odborů a oddělení je detailně vymezena v organizačním řádu.

### Vikariáty
Hlavní článek: Vikariáty litoměřické diecéze
Diecéze je územně členěna na těchto 10 vikariátů: českolipský, děčínský, krušnohorský, liberecký, litoměřický, lounský, mladoboleslavský, teplický, turnovský a ústecký. V čele každého vikariátu stojí okrskový vikář. Vikariát se dělí na farnosti, z nichž každou jednotlivou spravuje statutární zástupce. V litoměřické diecézi jsou farnosti většinou sdružené do farních obvodů.

### Farnosti
Hlavní článek: Seznam farností litoměřické diecéze
Počet farností se měnil v průběhu dějin podle demografie, historických okolností i z jiných příčin.
Přehled o všech současných farnostech lze získat v elektronickém katalogu.
- V roce 1655 při vlastním zřízení měla litoměřická diecéze 117 farností.
- V letech 1660–1720 za biskupa Huga Františka Königsegg-Rottenfelse měla diecéze 79 kněží v duchovní správě a asi 150 tisíc věřících.
- V roce 1909 měla litoměřická diecéze: 392 farností, ve kterých sloužilo 756 diecézních kněží v duchovní správě, 140 řeholních kněží (celkem 896 kněží v duchovní správě), 87 diecézních kněží mimo duchovní správu a 654 řádových sester v 68 řeholních domech.[14]

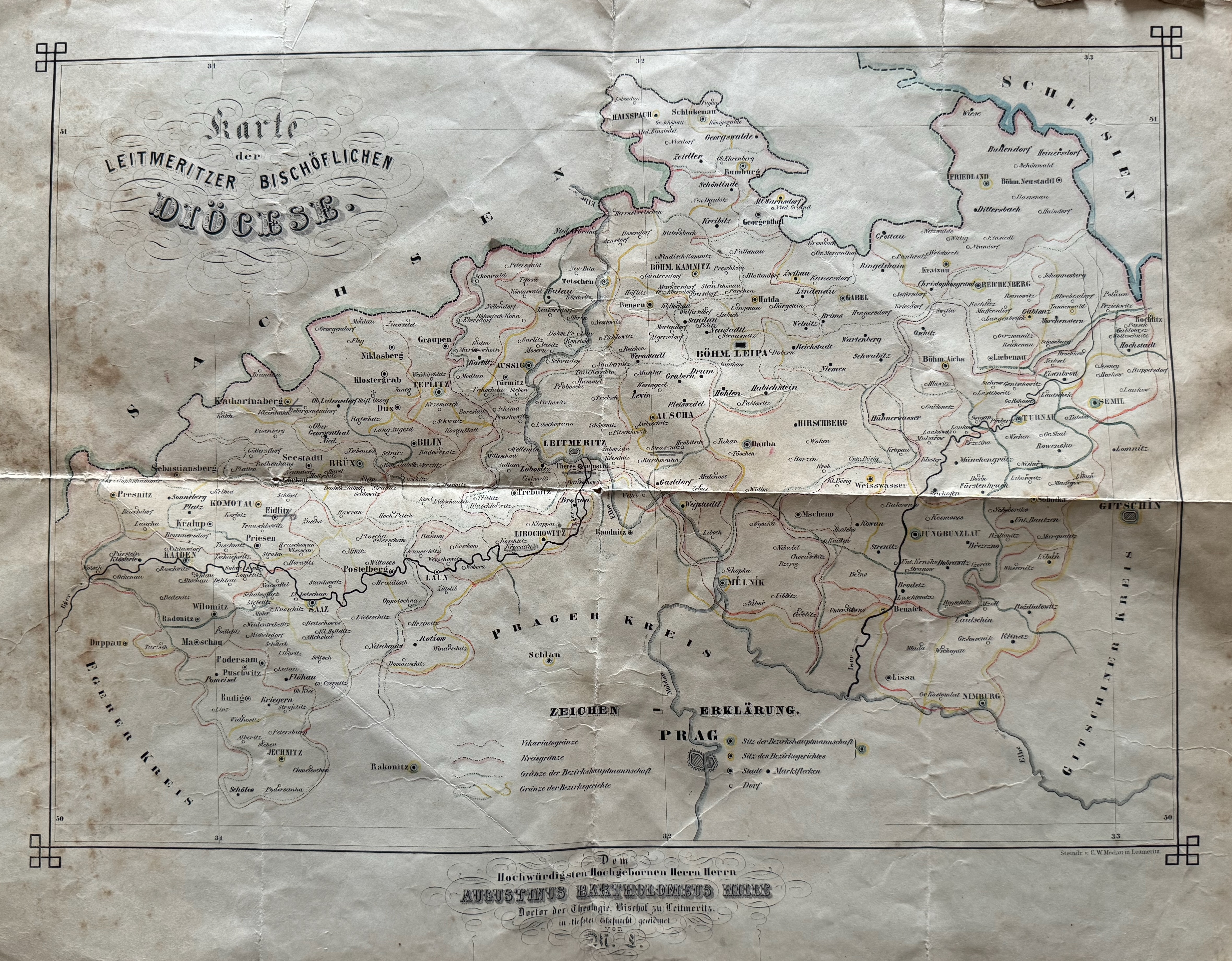
Mapa litoměřické diecéze z období biskupa Hilleho před rokem 1865

- V roce 1948 měla: 449 farnosti, ve kterých sloužilo 268 diecézních kněží, 83 řeholních kněží a 637 řádových sester. Důvodem prudkého poklesu stavu duchovních osob bylo to, že německy mluvící kněží byli většinou odsunuti i se svými farníky po skončení II. světové války.
- Podle diecézního katalogu datovaného k 30. červnu 1954, bylo v litoměřické diecézi v duchovní správě 199 kněží. K dalšímu poklesu duchovenstva totiž došlo roku 1950, kdy řeholníci byli od internováni v rámci Akce K pořádané Státní bezpečností a aktivnější diecézní kněží byli od 50. letech 20. století často vězněni komunistickým režimem, nebo ztráceli státní souhlas k výkonu duchovenské činnosti.
- K poslední změně v počtu farností došlo v roce 1993, kdyby byly farnosti Jesenice, Podbořánky, Velká Chmelištná, Malměřice, Stebno, Petrohrad a Žihle připojeny k nově zřízené plzeňské diecézi. Současně došlo ke změně hranice litoměřické diecéze s pražskou arcidiecézí: farnosti Nymburk, Kostomlaty nad Labem, Lysá nad Labem, Milovice, Veleliby a Všejany připadly k pražské arcidiecézi, zatímco farnosti Doksany, Dolánky nad Ohří, Libotenice, Počaply a Chotěšov k litoměřické diecézi.
- V roce 2011 v litoměřické diecézi působí celkem 104 kněží v duchovní správě (z toho je 38 řeholních kněží) a 13 trvalých jáhnů. Diecéze je tvořena 437 farnostmi, jež jsou sdruženy do deseti vikariátů. Jen v 82 farnostech sídlí duchovní přímo, ostatní jsou spravovány excurrendo (tzn. do neobsazených farností duchovní dojíždějí). Ke službě v diecézi se pět bohoslovců připravuje v Arcibiskupském semináři v Praze, jeden v kněžském semináři Sankt Petrus v Opfenbach-Wigratzbad, jeden na Papežské univerzitě Santa Croce v Římě. Pět kněží je na odpočinku, dva kněží v současné době slouží na misiích a dva studují v zahraničí. Pracuje zde 64 pastoračních asistentů a 87 samostatných pastoračních asistentů.[15] Údaje o počtu řádových sester nejsou úplné, v roce 2010 jich bylo 38.[16]
- Do 31. prosince 2012 se litoměřická diecéze skládala ze 437 farností. Od 1. ledna 2013 došlo k redukci počtu farností v krušnohorském vikariátu a jejich počet v diecézi se ustálil na čísle 383 (respektive 384 pokud se připočítá i klášter v Hejnicích).

#### Počty osob a návštěvnost bohoslužeb
| rok                                                                  | populace | populace  | populace | kněží  | kněží    | kněží   | kněží      | trvalí jáhnové | řeholníci | řeholníci | farnosti |
| rok                                                                  | pokřtění | celkem    | %        | celkem | diecézní | řeholní | počet křtů | trvalí jáhnové | muži      | ženy      | farnosti |
| -------------------------------------------------------------------- | -------- | --------- | -------- | ------ | -------- | ------- | ---------- | -------------- | --------- | --------- | -------- |
| 1948                                                                 | ?        | 1.500.000 | ?        | 351    | 268      | 83      | ?          |                | 180       | 637       | 449      |
| 1970                                                                 | ?        | 1.257.488 | ?        | 143    | 143      |         | ?          |                |           |           | 433      |
| 1980                                                                 | 929.000  | 1.378.000 | 67,4     | 209    | 144      | 65      | 4.444      |                | 65        | 781       | 433      |
| 1990                                                                 | 984.000  | 1.473.000 | 66,8     | 170    | 123      | 47      | 5.788      |                | 47        | 537       | 433      |
| 1999                                                                 | 279.392  | 1.310.476 | 21,3     | 134    | 87       | 47      | 2.085      | 11             | 50        | 121       | 437      |
| 2000                                                                 | 278.121  | 1.310.476 | 21,2     | 124    | 81       | 43      | 2.242      | 11             | 46        | 90        | 437      |
| 2001                                                                 | 278.100  | 1.310.476 | 21,2     | 127    | 90       | 37      | 2.189      | 10             | 38        | 77        | 437      |
| 2002                                                                 | 189.200  | 1.310.476 | 14,4     | 119    | 82       | 37      | 1.589      | 13             | 38        | 67        | 437      |
| 2003                                                                 | 277.736  | 1.335.154 | 20,8     | 143    | 96       | 47      | 1.942      | 14             | 49        | 53        | 437      |
| 2004                                                                 | 276.000  | 1.335.154 | 20,7     | 144    | 101      | 43      | 1.916      | 13             | 44        | 59        | 437      |
| 2013                                                                 | 162.800  | 1.344.000 | 12,1     | 113    | 73       | 40      | 1.440      | 16             | 42        | 31        | 437      |
| 2016                                                                 | 163.000  | 1.347.000 | 12,1     | 111    | 73       | 38      | 1.468      | 18             | 40        | 32        | 384      |
| 2019                                                                 | 161.464  | 1.363.000 | 11,8     | 113    | 79       | 34      | 1.428      | 14             | 37        | 25        | 384      |
| 2021                                                                 | 161.604  | 1.363.000 | 11.9     | 110    | 74       | 36      | 1.469      | 15             | 40        | 22        | 384      |
| Zdroj: Catholic-Hierarchy, která přebírá údaje z Annuario Pontificio |          |           |          |        |          |         |            |                |           |           |          |

- V roce 1900 bylo v litoměřické diecézi 1 521 449 katolíků, 8 548 starokatolíků, 25 391 křesťanů nekatolíků, 17 413 obyvatel židovského vyznání a 588 obyvatel bez vyznání.[18]
- Podle sčítání lidu z roku 1930 žilo v litoměřické diecézi 1 801 971 obyvatel. Z nich se ke katolické církvi hlásilo 76,05 % (1 370 479), z toho 57,24 % Němců a 18,86 % Čechů. Počet obyvatel bez vyznání činil 212 055, z nich bylo 25,78 % Němců a 74,23 % Čechů.[19]
- Při sčítání v roce 1994 bylo sečteno 12 551 návštěvníků nedělních bohoslužeb.[20]
- Při sčítání v roce 2004 bylo sečteno 10 759 návštěvníků nedělních bohoslužeb.[21]
- Při sčítání v roce 2009 bylo sečteno 10 214 návštěvníků nedělních bohoslužeb.[22]
- V roce 2019 měla diecéze 161 464 pokřtěných členů při počtu obyvatel 1 363 000, což je 11,8 % z celkového počtu.[23]
- V roce 2021, po odeznění pandemie Covid-19, přibylo pokřtěných na 161 604, což činí 11,9 % z počtu populace.[17]
- V roce 2024 bylo při sčítání účastníků bohoslužeb evidováno 7 032 návštěvníků nedělní bohoslužby,[4] což při počtu obyvatel 1 363 000 činí 0,51 %.

## Diecézní střediska a centra

### Diecézní centrum pro mládež
Viz též: Diecézní centrum života mládeže
Diecézní centrum pro mládež slouží jako nástroj biskupa v oblasti pastorace mládeže. Poskytuje mu podněty, návrhy, zpětnou vazbu. Podporuje základní společenství mládeže komunikací, osobními návštěvami a formací a vzděláváním animátorů. Snaží se sloužit všem mladým lidem v diecézi modlitbou, zájmem, osobními kontakty a pořádáním různých aktivit. Připravuje diecézní setkání mládeže, podílí se na přípravě celostátních setkání, pomáhá při organizaci účasti mladých z Česka na světových setkáních mládeže se Svatým otcem (papežem). Centrum je součástí Sekce pro mládež České biskupské konference (ČBK) a účastní se jejích pravidelných zasedání. Pobytem na Studijně formačním kurzu Sekce pro mládež ČBK získávají pracovníci centra speciální formaci a studijní přípravu pro diecézní pastoraci mládeže.
K podpoře aktivit centra slouží občanské sdružení Matěj. Centrum úzce spolupracuje s IDCŽM Křižovatka Příchovice.

#### Diecézní setkání mládeže 1990–2023
| DSM | datum      | rok  | místo                            | motto                                                                                      | odkaz                                         |
| --- | ---------- | ---- | -------------------------------- | ------------------------------------------------------------------------------------------ | --------------------------------------------- |
| 1.  | 7.4.       | 1990 | Litoměřice                       | Bůh vás má všechny nesmírně rád, přinášejte tuto lásku všem, se kterými se setkáte.        | biskup Josef Koukl                            |
| 2.  | 15.9.      | 1990 | Litoměřice                       | Matka Bolestná nás učí – že pro ty, kteří milují Boha, i utrpení prospívá k dobrému.       | biskup Josef Koukl                            |
| 3.  | 23.3.      | 1991 | Ústí nad Labem                   | Přijali jste Ducha, který vás učinil Božími syny.                                          | Řím 8, 15 (Kral, ČEP)                         |
| 4.  | 26.10.     | 1991 | Ústí nad Labem                   | Za chrámy zničené srdce mé přijmy Pane můj                                                 | část písně R.D. Pavla Jančíka                 |
| 5.  | 11.4.      | 1992 | Česká Lípa                       | Jděte do celého světa a hlásejte evangelium.                                               | Mk 16, 15 (Kral, ČEP)                         |
| 6.  | 24.–25.10. | 1992 | Liberec                          | Přišel jsem, aby měly život a měly ho v hojnosti.                                          | Jan 10, 10 (Kral, ČEP)                        |
| 7.  | 3.4.       | 1993 | Litoměřice                       | Přišel jsem, aby měly život a měly ho v hojnosti.                                          | Jan 10, 10 (Kral, ČEP)                        |
| 8.  | 8.–10.10.  | 1993 | Liběšice u Žatce                 | Já jsem světlo světa.                                                                      | Jan 8, 12 (Kral, ČEP)                         |
| 9.  | 25.–27.3.  | 1994 | Jablonec nad Nisou               | Jako Otec poslal mne, tak i já posílám vás.                                                | Jan 20, 21 (Kral, ČEP)                        |
| 10. | 15.10.     | 1994 | Litvínov                         | Jako Otec poslal mne, tak i já posílám vás.                                                | Jan 20, 21 (Kral, ČEP)                        |
| 11. | 8.4.       | 1995 | Trmice                           | –                                                                                          |                                               |
| 12. | 21.10.     | 1995 | Česká Lípa                       | –                                                                                          |                                               |
| 13. | 30.–31.3.  | 1996 | Litoměřice - divadlo             | Pane, ke komu půjdeme? Ty máš slova věčného života…                                        | Jan 6, 68 (Kral, ČEP)                         |
| 14. | 12.10.     | 1996 | Teplice                          | Pane, ke komu půjdeme? Ty máš slova věčného života…                                        | Jan 6, 68 (Kral, ČEP)                         |
| 15. | 22.3.      | 1997 | Litoměřice - divadlo             | Mistře, kde bydlíš? Pojďte a uvidíte.                                                      | Jan 1, 38 – 1, 39 (Kral, ČEP)                 |
| 16. | 11.10.     | 1997 | Osek u Duchcova                  | Mistře, kde bydlíš? Pojďte a uvidíte.                                                      | Jan 1, 38 – 1, 39 (Kral, ČEP)                 |
| 17. | 4.4.       | 1998 | Litoměřice                       | Duch svatý vás všemu naučí.                                                                | Jan 14, 26 (Kral, ČEP)                        |
| 18. | 10.10.     | 1998 | Děčín                            | Mluv, Hospodine, tvůj služebník slyší.                                                     | 1Sam 3, 9 (Kral, ČEP)                         |
| 19. | 27.3.      | 1999 | Litoměřice                       | Otec vás miluje                                                                            | Jan 16, 27 (Kral, ČEP)                        |
| 20. | 15.–17.10. | 1999 | Liberec                          | Budete mými svědky až na konec země.                                                       | Sk 1, 8 (Kral, ČEP)                           |
| 21. | 15.4.      | 2000 | Litoměřice                       | Slovo se stalo tělem a přebývalo mezi námi.                                                | Jan 1,14                                      |
| 22. | 20.–22.10. | 2000 | Bohosudov                        | Buďte svatými třetího tisíciletí!                                                          | Jan Pavel II.                                 |
| 23. | 6.–7.4.    | 2001 | Litoměřice                       | Kdo chce jít za mnou, ať zapře sám sebe, den co den bere na sebe svůj kříž a následuje mě. | Lk 9, 23 (Kral, ČEP)                          |
| 24. | 12.–13.10. | 2001 | Hrádek nad Nisou                 | O svátosti smíření v mém životě                                                            |                                               |
| 25. | 22.–23.3.  | 2002 | Litoměřice                       | Vy jste sůl země… Vy jste světlo světa.                                                    | Mt 5, 13 – 5, 14 (Kral, ČEP)                  |
| 26. | 19.10.     | 2002 | Louny                            | Jděte do celého světa a hlásejte evangelium.                                               | Mk 16, 15 (Kral, ČEP)                         |
| 27. | 11.–12.4.  | 2003 | Litoměřice                       | To je tvá matka!                                                                           | Jan 19, 27 (Kral, ČEP)                        |
| 28. | 7.–9. 11.  | 2003 | Mladá Boleslav                   | Dá se modlit jinak než slovy? Samozřejmě…Chcete vědět jak?                                 |                                               |
| 29. | 2.–4.4.    | 2004 | Litoměřice                       | Chceme vidět Krista.                                                                       | srov. Jan 12, 21 (Kral, ČEP)                  |
| 30. | 16.10.     | 2004 | Jirkov                           | Setkání s Kristem ve svátostech.                                                           |                                               |
| 31. | 19.3.      | 2005 | Litoměřice                       | Přišli jsme se mu poklonit…                                                                | Mt 2, 2 (Kral, ČEP)                           |
| 32. | 22.10.     | 2005 | Přepeře u Turnova                | Se vzpomínkou na SDM v Kolíně nad Rýnem                                                    |                                               |
| 33. | 8.4.       | 2006 | Litoměřice                       | Svítilnou mým nohám je tvé slovo, světlem na mé stezce.                                    | Ž 119, 105 (Kral, ČEP)                        |
| 34. | 21.10.     | 2006 | Liberec                          | Svítilnou mým nohám je tvé slovo, světlem na mé stezce.                                    | Ž 119, 105 (Kral, ČEP)                        |
| 35. | 30.–31.3.  | 2007 | Litoměřice                       | Jako jsem já miloval vás, tak se vy milujte navzájem.                                      | Jan 13, 34 (Kral, ČEP)                        |
| 36. | 13.10.     | 2007 | Teplice                          | Tajemství lásky                                                                            |                                               |
| 37. | 14.–15.3.  | 2008 | Litoměřice                       | Duch svatý – dárce života, člověk jako Boží stvoření.                                      | a motto 23. SDM - Sk 1, 8 (Kral, ČEP)         |
| 38. | 10.–12.10. | 2008 | Příchovice                       | Dostanete sílu Ducha svatého, který na vás sestoupí, a budete mi svědky.                   | Sk 1, 8 (Kral, ČEP)                           |
| 39. | 3.–4.4.    | 2009 | Litoměřice                       | Máme naději v živém Bohu.                                                                  | 1Tim 4, 10 (Kral, ČEP)                        |
| 40. | 11.–16.8.  | 2009 | Příchovice                       | I vy buďte živými kameny, z nichž se staví duchovní dům.                                   | 1Petr 2, 5 (Kral, ČEP)                        |
| 41. | 26.–27.3.  | 2010 | Litoměřice                       | Mistře dobrý, co musím dělat, abych dostal věčný život? + rok kněží                        | Mk 10, 17 (Kral, ČEP)                         |
| 42. | 8.–10.10.  | 2010 | Raspenava – Heřmanice – Frýdlant | aneb pokračování 10. pěší pouti mládeže                                                    | vztyčení kříže na místě povodní v Heřmanicích |
| 43. | 15.–16.4.  | 2011 | Litoměřice                       | V Kristu zapusťte kořeny, na něm postavte základy, pevně se držte víry                     | Kol 2, 7 (Kral, ČEP)                          |
| 44. | 8.–9.10.   | 2011 | Doksany                          | Vzpomínky na SDM v Madridu a sv. Anežka                                                    |                                               |
| 45. | 30.–31.3.  | 2012 | Litoměřice                       | Radujte se stále v Pánu!                                                                   | Flp 4, 4 (Kral, ČEP)                          |
| 46. | 13.–14.10. | 2012 | Ústí nad Labem                   | K roku víry – udělejme krok víry                                                           |                                               |
| 47. | 22.–23.3.  | 2013 | Litoměřice                       | Jděte ke všem národům a získávejte mi učedníky.                                            | Mt 28, 19 (Kral, ČEP)                         |
| 48. | 19.–20.10. | 2013 | Mladá Boleslav                   | Jděte ke všem národům a získávejte mi učedníky.                                            | Mt 28, 19 (Kral, ČEP)                         |
| 49. | 11.–12.4.  | 2014 | Litoměřice                       | Blahoslavení chudí v duchu, neboť jejich je nebeské království                             | Mt 5, 3 (Kral, ČEP)                           |
| 50. | 27.–28.3.  | 2015 | Litoměřice                       | Blahoslavení čistého srdce, neboť oni budou vidět Boha                                     | Mt 5, 8 (Kral, ČEP)                           |
| 51. | 18.–19.3.  | 2016 | Litoměřice                       | Blahoslavení milosrdní, neboť oni dojdou milosrdenství                                     | Mt 5, 7 (Kral, ČEP)                           |
| 52. | 7.–8. 4.   | 2017 | Litoměřice                       | Veliké věci mi učinil ten, který je mocný                                                  | Lk 1, 49 (Kral, ČEP)                          |
| 53. | 23.-24.3.  | 2018 | Litoměřice                       | Neboj se, Maria, neboť jsi nalezla milost u Boha.                                          | Lk 1, 30 (Kral, ČEP)                          |
| 54. | 12.-13.4.  | 2019 | Litoměřice                       | Jsem služebnice Páně, ať se mi stane podle Tvého slova.                                    | Lk 1, 38 (Kral, ČEP)                          |
| 55. | 16.-21.8.  | 2020 | Litoměřice                       | Mládenče, pravím ti vstaň.                                                                 | Lk 7, 14 (Kral, ČEP)                          |
| 56. | 19.-21.11. | 2021 | Litoměřice                       | Vstaň! Udělám z tebe svědka toho, co jsi viděl.                                            | srov. Sk 26, 16 (Kral, ČEP)                   |
| 57. | 18.-20.11. | 2022 | Litoměřice                       | Maria se vydala na cestu a spěchala.                                                       | srov. Lk 1, 39 (Kral, ČEP)                    |
| 58. | 24.-26.11. | 2023 | Litoměřice                       | Radujte se v naději.                                                                       | srov. Řím 12, 12 (Kral, ČEP) (CSP)            |

### Diecézní katechetické centrum
Diecézní katechetické centrum v Litoměřicích vzniklo v roce 1990. Jeho posláním je podporovat katechetickou činnost v diecézi a starat se o vzdělávání a formaci katechetů. Toto centrum má zajišťovat zpětnou vazbu diecéznímu biskupovi a napomáhat k uskutečnění jeho pokynů.

### Diecézní centrum pro rodinu
Náplní centra je pastorační činnost v oblasti rodiny. Centrum pořádá různé kurzy, semináře a přednášky.

### Diecézní dům kardinála Trochty
Diecézní dům kardinála Trochty byl zřízen 1. září 2002 jako středisko pastoračních aktivit, které má sloužit setkávání kněží i věřících nejen diecéze litoměřické, ale i diecézí jiných. Vedle pastoračních aktivit nabízí pronájem místností (víkendové nebo prázdninové pobyty). Nyní v pronájmu společnosti In Principio s.r.o., která zde provozuje hostel.

## Charitní činnost
| 1.  | Charita Česká Kamenice | Tyršova 350, 407 21 Česká Kamenice       | Česká Kamenice                                    |
| 2.  | Charita Česká Lípa     | Dubická 992, 470 01 Česká Lípa           | Česká Lípa                                        |
| 3.  | Charita Chomutov       | náměstí 1. Máje 2 , 430 01 Chomutov      | Chomutov                                          |
| 4.  | Charita Kadaň          | Mírové náměstí 85, 432 00 Kadaň          | Kadaň Archivováno 24. 6. 2020 na Wayback Machine. |
| 5.  | Charita Liberec        | Uhlířská 424/7, 460 01 Liberec           | Liberec                                           |
| 6.  | Charita Litoměřice     | Zahradnická 1534/5, 412 01 Litoměřice    | Litoměřice                                        |
| 7.  | Charita Lovosice       | Školní 476/3, 410 02 Lovosice            | Lovosice                                          |
| 8.  | Charita Most           | Františka Malíka 956/16a, 434 01 Most    | Most                                              |
| 9.  | Charita Rumburk        | Sukova 1055/24, 408 01 Rumburk           | Rumburk                                           |
| 10. | Charita Semily         | Komenského nám. 125, 513 01 Semily       | Semily                                            |
| 11. | Charita Sobotka        | Malé náměstí 2, 507 43 Sobotka           | Sobotka                                           |
| 12. | Charita Šluknov        | Farní 154, 407 77 Šluknov                | Šluknov                                           |
| 13. | Charita Teplice        | Thámova 711/20, 415 01 Teplice           | Teplice                                           |
| 14. | Charita Ústí nad Labem | Štefánikova 246/1, 400 01 Ústí nad Labem | Ústí nad Labem                                    |
| 15. | Charita Žatec          | Hošťálkovo nám. 133 , 438 01 Žatec       | Žatec                                             |
|     |                        |                                          |                                                   |

Hlavní článek: Diecézní charita Litoměřice
Diecéze je zřizovatelem místních Charit, které vede Diecézní charita Litoměřice. Posláním Diecézní charity Litoměřice je pomoc lidem v nouzi, která vychází z křesťanských zásad, bez ohledu na příslušnost k rase, národnosti, náboženství, státní a politické příslušnosti v Česku i za jeho hranicemi.

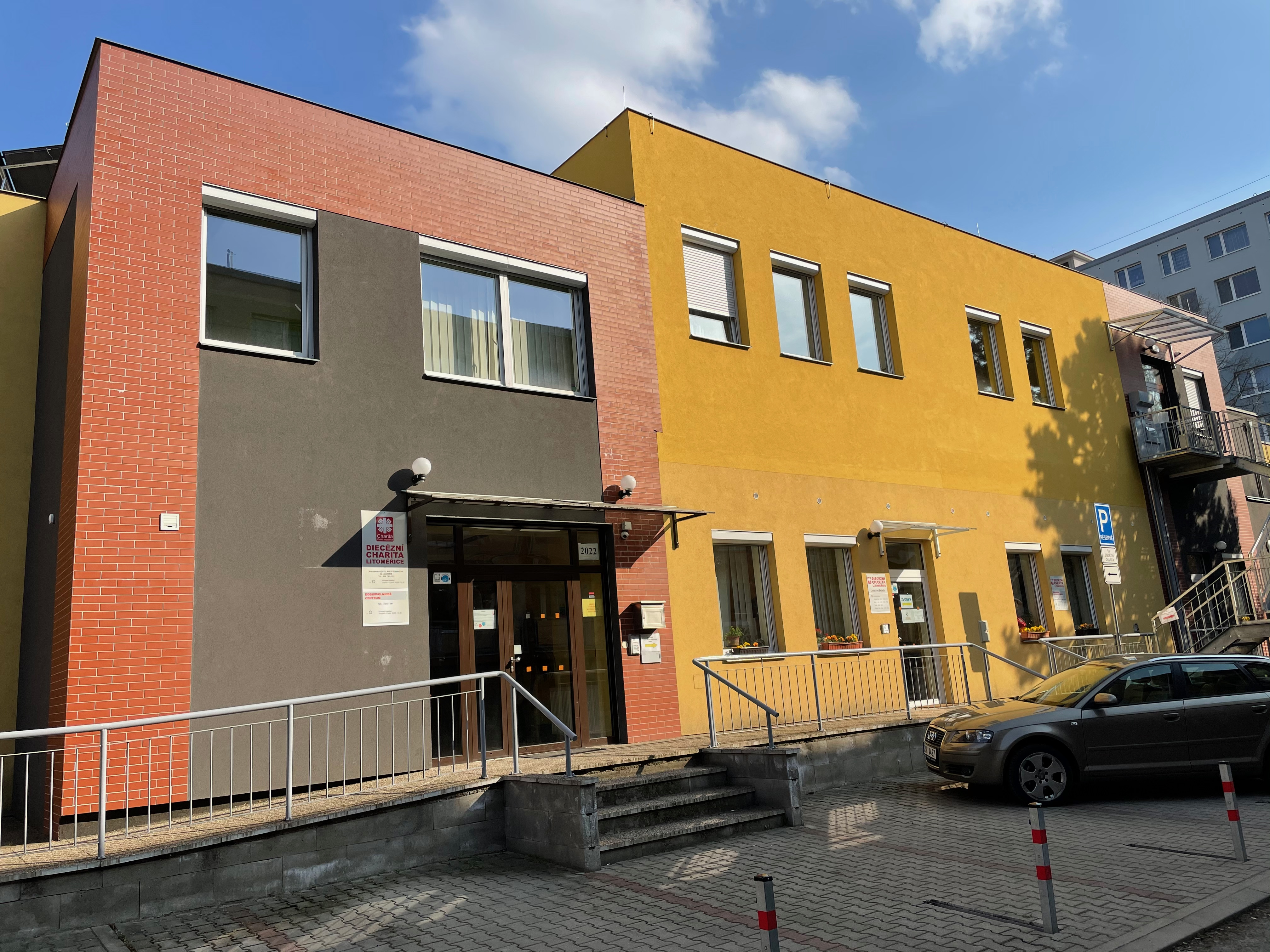
Sídlo Diecézní charity Litoměřice na ulici Kosmonautů 2022 v Litoměřicích

Územními složkami Diecézní charity Litoměřice jsou místní Charity. Diecézní charitu Litoměřice (DCH) v roce 2011 tvořilo celkem 11 profesionálních a 12 dobrovolných charit. V roce 2022 se počet profesionálních Charit podřízených Diecézní charitě Litoměřice ustálil na počtu 15. Tyto Charity provozují jednotlivá střediska pomoci, především charitní ošetřovatelskou a pečovatelskou službu, osobní asistenci, domovy pro seniory, domovy se zvláštním režimem, azylové domy, azylové domy pro matky s dětmi v tísni, komunitní centra a nízkoprahové kluby pro děti, domy na půl cesty, charitní poradny, terénní služby, pomoc cizincům a uprchlíkům, humanitární pomoc a zahraniční rozvojovou spolupráci, charitní šatníky a další střediska pomoci.
Kromě zmíněných aktivit organizovala Diecézní charita Litoměřice v roce 2011 již pojedenácté Tříkrálovou sbírku, z jejíhož výtěžku jsou podporovány charitní projekty. V témže roce oslavila také 20. výročí svého založení. Kromě území České republiky působila v Mongolsku a na Slovensku, kde realizovala komunitní a rozvojové projekty. Často využívanou službou byla Poradna pro osoby v zadluženosti, kterou DCH Litoměřice poskytuje od roku 2008 díky podpoře Městského úřadu Litoměřice. V roce 2021 došlo k přejmenování původních charit, které nesly označení Farní či Oblastní Charita na název Charita a město, kde zmíněná charita má centrum. Došlo tak pro orientaci ke zjednodušení a zpřehlednění.

## Diecézní školství
Hlavní článek: Seznam škol a školských zařízení litoměřické diecéze
Biskupství litoměřické bylo k 1. lednu 2011 zřizovatelem těchto církevních školských zařízení:

### Biskupské gymnázium, Základní škola a Mateřská škola Bohosudov
Hlavní článek: Biskupské gymnázium Bohosudov
Škola v Bohosudově je tvořena úplnou základní školou, kterou v roce 2011 navštěvuje 209 žáků, osmiletým a čtyřletým gymnáziem, jež navštěvuje 194 studentů, školní družinou, školním klubem a střediskem mládeže. V lednu 2011 proběhlo slavnostní ukončení projektu „Rehabilitace Biskupského gymnázia v Krupce a dokončení rekonstrukce základní školy“ za účasti litoměřického biskupa, velvyslance Norského království v České republice a dalších hostů. Podařilo se rozšířit a zkvalitnit výuku a zlepšit zázemí pro mimoškolní aktivity. Žáci mohou využít nabídky zájmových kroužků, ale i jednorázových akcí.

### Základní škola Antonína Bratršovského, Jablonec nad Nisou
Základní škola Antonína Bratršovského (dříve Katolická základní škola majora Rudolfa Háska) v Jablonci nad Nisou je základní škola zaměřena na výuku cizích jazyků (angličtina, němčina, francouzština), křesťanskou etiku a estetiku. Poskytuje vzdělání podle školního vzdělávacího programu „Škola pro život“. Výborným pomocníkem při výuce cizích jazyků je přátelství školy se švýcarskou katolickou farností ve Weinfeldenu, kam děti jezdí o prázdninách a kde pobývají v rodinách, a přátelství se Základní školou v Chorvatsku. Funguje zde školní klub, který nabízí různé zájmové kroužky. Školu navštěvuje 91 žáků. V prosinci 2011 byla jmenována ředitelkou PhDr. Janina Křimská.

### Gymnázium Varnsdorf
Hlavní článek: Gymnázium Varnsdorf

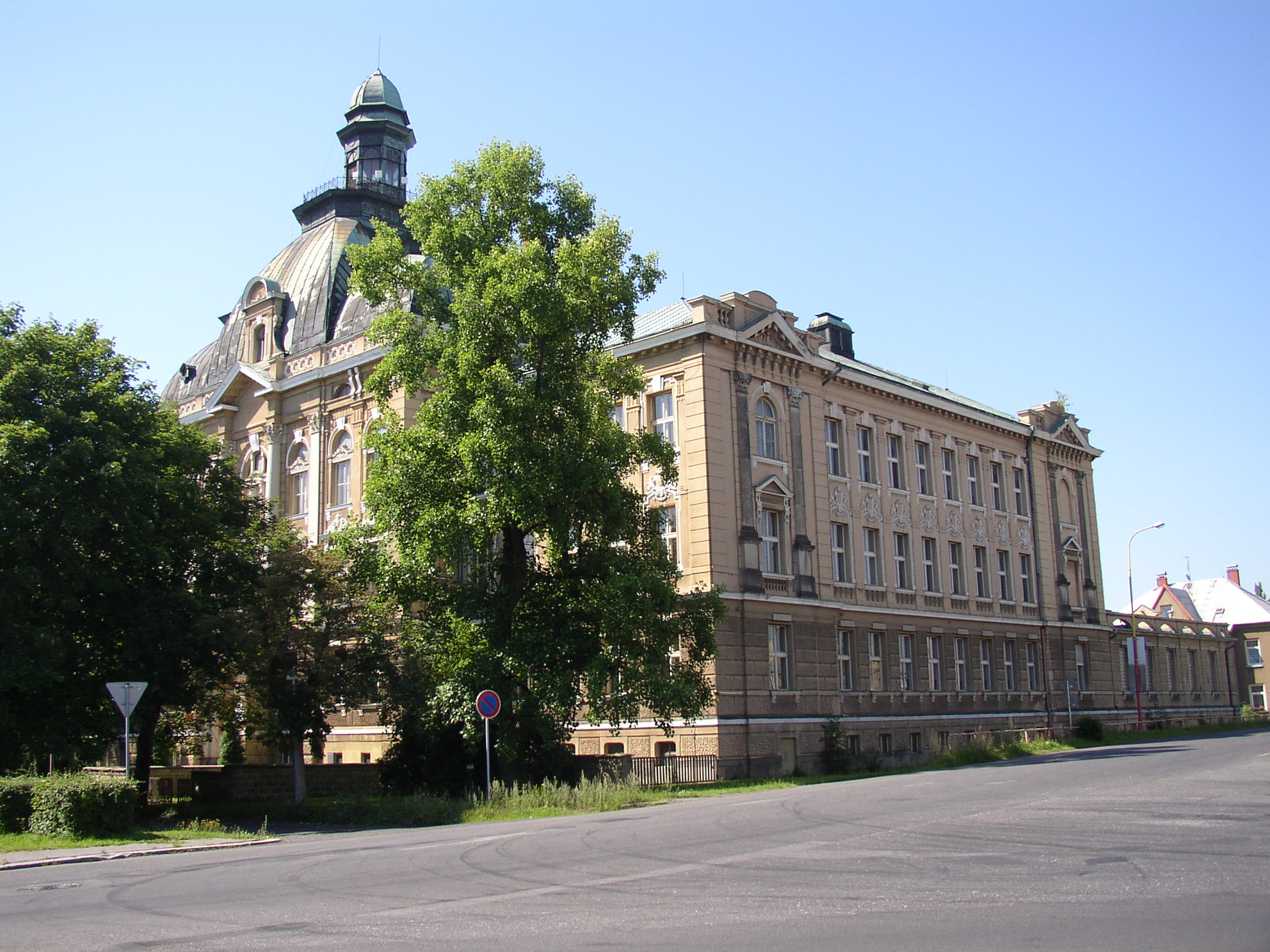
Budova Gymnázia Varnsdorf

Gymnázium Varnsdorf je postavené na nadstandardních vztazích mezi žáky a vyučujícími, což se jeví jako funkční a úspěšné. V současnosti má 294 studentů. Při škole působí „Akademie příslibu“, jako první svého druhu v Evropě, škola tak poskytuje podnětné prostředí dalším 609 zájemcům. Gymnázium v regionu zajišťuje výuku náboženství, netradiční aktivity, organizuje poutě, duchovní formace, společenství. Škola spolupracuje s tuzemskými i zahraničními subjekty, opakovaně a úspěšně se zapojuje do grantů Evropské unie.

### Schrödingerův institut Varnsdorf – středisko volného času pro Šluknovský výběžek

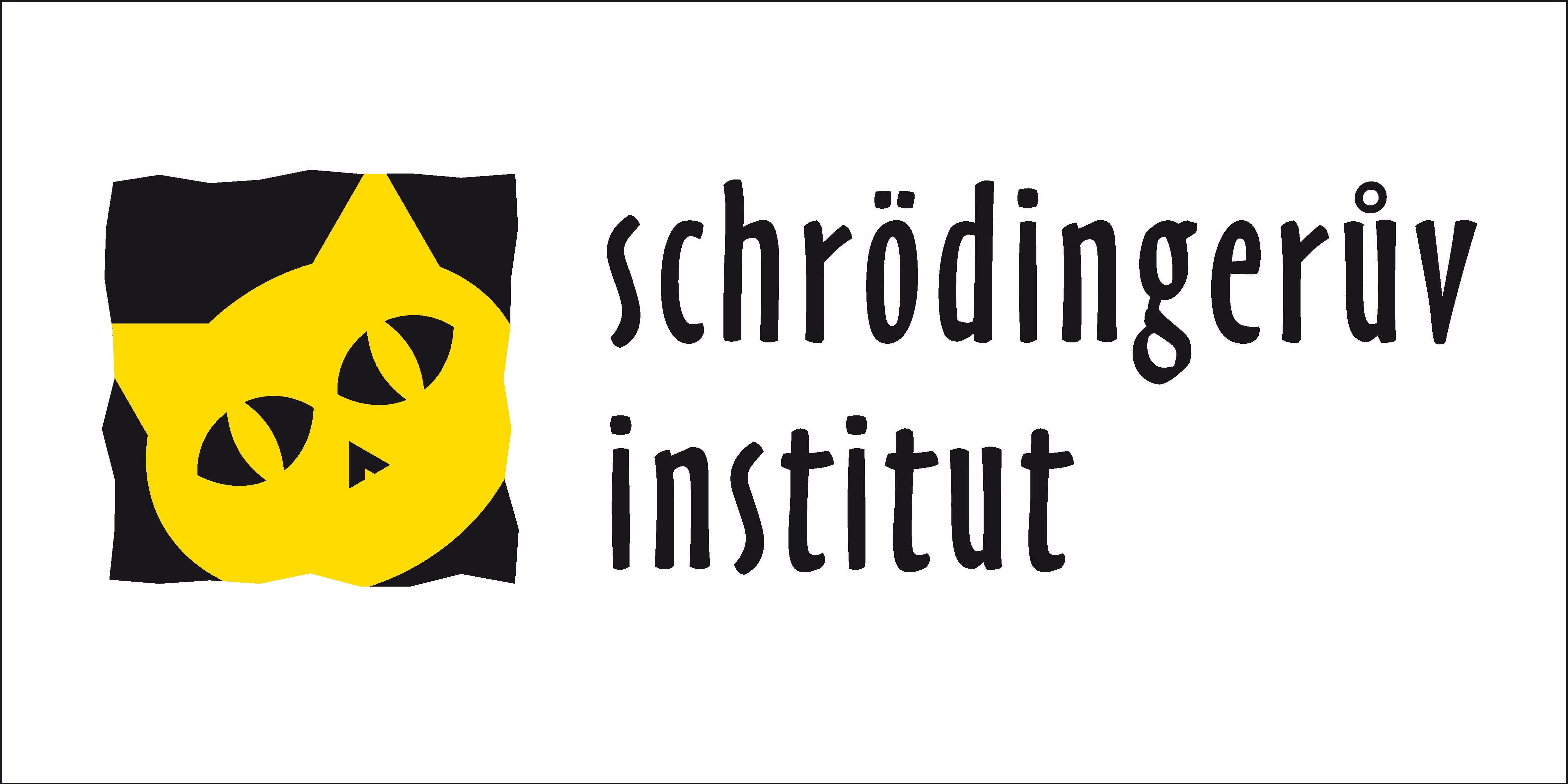
Logo Schrödingerova institutu

Hlavní článek: Schrödingerův institut
Schrödingerův institut se nachází ve Varnsdorfu na ulici Střelecká 1800.

V litoměřické diecézi působí další církevní školská zařízení, jež mají jiného zřizovatele než Biskupství litoměřické:

### Česko-německá mateřská škola svaté Zdislavy
Česko–německá mateřská škola svaté Zdislavy se nachází v Litoměřicích na ulici Kosmonautů 2022. Její ředitelkou je Mgr. Milena Brázdilová. Zřizovatelem je Diecézní charita Litoměřice.

### Křesťanská základní škola Nativity, Děčín
Zřizovatelem je Česká provincie Tovaryšstva Ježíšova. Iniciátorem projektu a zakladatelem školy byl Josef Horehleď SJ.

### Salesiánské středisko Štěpána Trochty – dům dětí a mládeže, Teplice
Zřizovatelem je Salesiánská provincie Praha.

## Elektronická komunikace diecéze a informace

### Internet
Na počátku 21. století fungují oficiální webové stránky Biskupství litoměřického slouží k informování veřejnosti nejen o dění v diecézi, ale rovněž o důležitých církevních, společenských či kulturních akcích celorepublikového významu. Na stránkách jsou uvedeny informace o Biskupství litoměřickém, včetně jeho historie, aktuální události, fotogalerie, kalendář akcí, výběr z diářů představitelů diecéze a informace o diecézi, dále kontakty, důležité odkazy apod.

### Elektronický katalog litoměřické diecéze
Viz též: Biskupství litoměřické: Katalog
Biskupství používá diecézní elektronický katalog farností, vikariátů, bohoslužeb, charity, církevních škol aj.

### Časopis Zdislava
Hlavní článek: Zdislava (časopis)
Biskupství litoměřické vydává již několik let diecézní časopis Zdislava pojmenovaný po patronce litoměřické diecéze, svaté Zdislavě. Jeho posláním a cílem je informovat o aktivitách a životě litoměřické diecéze.